# NGC 3789
NGC 3789 é uma galáxia espiral (S0-a) localizada na direcção da constelação de Crater. Possui uma declinação de -09° 36' 24" e uma ascensão recta de 11 horas, 38 minutos e 09,0 segundos.
A galáxia NGC 3789 foi descoberta em 1886 por Frank Leavenworth.